# 王励勤
王励勤（おう れいきん、拼音:wáng lìqín、仮名転写:ワン・リチン（ワン・リキンと表記される場合もある）、1978年6月18日 - ）は、中華人民共和国の元卓球選手。上海出身。中国トップ3二王一馬の一角を担った。現中国卓球協会会長。

## 略歴
6歳から卓球を始め、1993年中華人民共和国代表になる。
2007年1月時点において、2005年1月から2年間世界ランキング1位を維持し続けていた。また2001年1月以来2006年12月までの6年間72か月のうち51か月に渡り世界ランキング1位の座に着いていた。また同期間において世界ランキング7位以下に落ちたことがない。以上のようにこれ程までに長い期間世界のトップクラスであり続けた選手は過去にもヤン＝オベ・ワルドナーをおいて他に類を見ない。以前までは精神面が脆く、団体戦になるとシングルでの活躍が嘘のようなプレーで敗北を重ね、団体戦においての成績は悪かった。初めて世界チャンピオンとなった大阪での世界選手権では、決勝では団体戦のメンバーからはずされた。しかし、徐々に課題だった精神面の弱さを克服し、団体戦でも好成績を出した。
世界卓球選手権でのシングルスにおいては、2001年の大阪大会、2005年の上海大会、2007年のザグレブ大会で優勝しており、男子においては、3回以上優勝した選手はわずかに4人しかいない。また、2001年の大阪大会から2009年の横浜大会までの期間でのシングルスにおいて、2003年のパリ大会でのヴェルナー・シュラガーに敗れた後、2008年の広州大会でアンドレイ・フィリモンに敗れるまでシングルスで30連勝を果たした。 
尚、オリンピックイヤーの翌年の世界卓球選手権(2001年の大阪大会と2009年の横浜大会)では、孔令輝、馬琳といった当時のオリンピック金メダリストから勝利を挙げている。
シングルスだけでなく、ダブルスに置いても高い成績を残している。男子ダブルスでは閻森、混合ダブルスでは郭躍と組んでおり、共に世界選手権で2回以上優勝している。
キャリア晩年は年齢の為か衰えの色を見せており、2009年のイングランドオープンでは格下のポルトガル選手に敗れるなど、かつての強さは既に過去の物となりつつあった。
2010年の世界選手権モスクワ大会代表最後の座を馬琳と争ったが敗れた。
引退試合になったのが2013年9月に行われた第12回全中国運動会の卓球男子団体決勝で、この時に当時16歳の新鋭樊振東を破って勝利したが所属する上海チームは破れ、準優勝に終わった。2014年中国国家チームを正式に引退。その後上海市の卓球・バドミントン管理センター主任として現場を指導する。
2025年4月より劉国梁の後を受けて中国卓球協会の会長に就任。

## プレースタイル
ドライブ主戦型であるが、正統派タイプのプレースタイルといえる。長身と恵まれた体格から繰り出される両ハンドドライブは脅威で、特にフォアハンドドライブは、ブロックで止めるのが困難なほどである。バックブロック、フォアブロックも得意であり、そこから相手を崩し得点するということもある。それ以外に
- 直線的なドライブだけでなく、伸びるドライブ、曲がるドライブ、沈むドライブ、弾くドライブ、無回転ドライブなど、戦況に応じて使い分けている。
- フットワークが速く、長身の選手にありがちな鈍足さが見られない。リーチの長さも相まって、後陣に下がっても、左右に振られても安定した返球が可能である。
- サービスは単調なように見えるが、強烈な回転が掛かっており、変化量も多彩で、レシーブが困難である。また、タイミングの外し方やサービスを軸にした攻撃の組み立て方等にも秀でている。
- ワルドナーのような多彩なテクニックはないが、総じて技術のレベルが高くミスが少ない。

といった特徴がある。
なお、200gを越える重量のラケットを使用している。。

## 主な戦績
- 1996年
  - ITTFプロツアー・グランドファイナル（1996 天津） 男子ダブルス優勝（閻森と）
- 1997年
  - 第44回世界選手権マンチェスター大会 混合ダブルス3位（王楠と）
  - ITTFプロツアー・グランドファイナル（1997 香港） 男子シングルス準優勝
- 1998年
  - ITTFプロツアー・グランドファイナル（1998 パリ） 男子シングルス優勝、男子ダブルス優勝（閻森と）
  - アジア選手権大阪大会 男子シングルス優勝、男子ダブルス ベスト4、混合ダブルス優勝、男子団体優勝
- 1999年
  - 第45回世界選手権アイントホーフェン大会 男子ダブルス準優勝（閻森と）、混合ダブルス3位（王楠と）
- 2000年
  - シドニーオリンピック 男子ダブルス金メダル（閻森と）
  - 第45回世界選手権クアラルンプール大会 男子団体準優勝
  - 男子ワールドカップ（揚州）3位
  - ITTFプロツアー・グランドファイナル（2000 横浜） 男子シングルス優勝、男子ダブルス優勝（閻森と）
  - アジア選手権ドーハ大会 男子シングルス ベスト4、男子ダブルス ベスト4、男子団体優勝
- 2001年
  - 第46回世界選手権大阪大会 男子シングルス優勝、男子ダブルス優勝（閻森と）、男子団体優勝
  - 男子ワールドカップ（クールマイヨール）準優勝
- 2002年
  - ITTFプロツアー・グランドファイナル（2001 海南） 男子シングルス準優勝
- 2003年
  - 第47回世界選手権パリ大会 男子シングルス ベスト8、男子ダブルス優勝（閻森と）
  - 男子ワールドカップ（江陰）3位
- 2004年
  - アテネオリンピック 男子シングルス銅メダル
  - 第47回世界選手権ドーハ大会 男子団体優勝
  - ITTFプロツアー・グランドファイナル（2004 北京） 男子シングルス優勝
- 2005年
  - 第48回世界選手権上海大会 男子シングルス優勝、男子ダブルス3位（閻森と）、混合ダブルス優勝（郭躍と）
  - アジア選手権済州島大会 男子シングルス優勝、男子ダブルス準優勝（陳玘と）、混合ダブルス優勝（郭躍と）
- 2006年
  - 第48回世界選手権ブレーメン大会 男子団体優勝
  - 男子ワールドカップ（パリ） 3位
- 2007年
  - 第49回世界選手権ザグレブ大会 男子シングルス優勝、男子ダブルス準優勝（王皓と）、混合ダブルス優勝（郭躍と）
  - 男子ワールドカップ（バルセロナ） 3位
  - ITTFプロツアー・グランドファイナル（2007 北京） 男子ダブルス優勝（陳玘と）
- 2008年
  - 北京オリンピック 男子シングルス銅メダル、男子団体金メダル
  - 第49回世界選手権広州大会 男子団体優勝
- 2009年
  - 第50回世界選手権横浜大会 男子シングルス準優勝
- 2013年
  - 第52回世界選手権パリ大会 混合ダブルス3位（饒静文と）、男子ダブルス3位（周雨と）